# Phymanthus pulcher
Phymanthus pulcher is een zeeanemonensoort uit de familie Phymanthidae.
Phymanthus pulcher is voor het eerst wetenschappelijk beschreven door Andrès in 1883.